# 尔朱承世
爾朱承世（502年—529年7月14日），名绍，字承世，以字行，北秀容郡（今山西省忻州市忻府區）人，北魏官员。

## 生平
魏孝庄帝初年，尔朱承世以宁朔将军、步兵校尉为起家官，很快升任抚军将军、金紫光禄大夫，又出任散骑常侍、左卫将军，又加侍中，封栾城县开国伯，食邑五百户，不久改任御史中丞。尔朱承世为人猥琐卑劣，做官只是充数而已。永安二年（529年），元颢进逼北魏。永安二年五月丁巳（529年5月29日），魏孝庄帝诏令尔朱承世防守轘辕，当时尔朱承世的哥哥尔朱世隆放弃虎牢关，来不及告知尔朱承世，尔朱承世不久就被元颢俘虏。永安二年六月廿三日（529年7月14日），尔朱承世被元颢责问后碎尸处死，时年虚岁廿八。魏孝庄帝回到洛阳后，追赠尔朱承世为使持节、骠骑大将军、司徒公、都督冀州诸军事、冀州刺史，进爵赵郡开国公，食邑一千三百户，谥号文贞侯。永安二年十一月七日（529年12月22日），尔朱承世迁葬于司空公尔朱买珍墓旁。

## 家庭

### 祖父
- 尔朱真，北魏东宫詹事、内都大官、使持节、黄龙镇大将、镇南将军、安并二州刺史、始昌侯[1]

### 父亲
- 尔朱买珍，北魏征虏将军、武卫将军、持节、平西将军、燕济华三州刺史、散骑常侍、大司农卿，赠使持节、侍中、骠骑大将军、司空公、雍州刺史、谥号孝惠[1]

### 兄弟姐妹
- 尔朱元静，嫁北魏骠骑大将军、中军大都督、北海郡公叱列延庆，封阳平长郡君
- 尔朱彦伯，北魏使持节、侍中、开府仪同三司、骠骑大将军、右光祿大夫、博陵王
- 尔朱仲远，北魏大将军、左光祿大夫、兖州刺史、彭城王
- 尔朱世隆，北魏骠骑大将军、侍中、太保、开府、尚书令、仪同三师、乐平郡王
- 尔朱弼，北魏骠骑大将军、开府仪同三司、青州刺史、朝阳王
- 尔朱袭，北魏中坚将军、员外散骑常侍、右军都督、万年武恭伯